# Glibzegdouia
Glibzegdouia — вимерлий рід гієнодонтових ссавців. Скам'янілості (3 колекції) знайдено в Алжирі. Описано 1 вид: Glibzegdouia tabelbalaensis.
Рід сестринський до родини Indohyaenodontidae.